# فانيسا كيلهول
فانيسا كايلهول (بالفرنسية: Vanessa Cailhol)‏ ممثلة وراقصة ومغنية فرنسية، ولدت في تولوز فرنسا.